# Траоре, Адама (футболист, 28 июня 1995)
Адама́ Траоре́ (фр. Adama Traoré; 28 июня 1995, Бамако, Мали) — малийский футболист, полузащитник клуба «Халл Сити» и сборной Мали.

## Клубная карьера

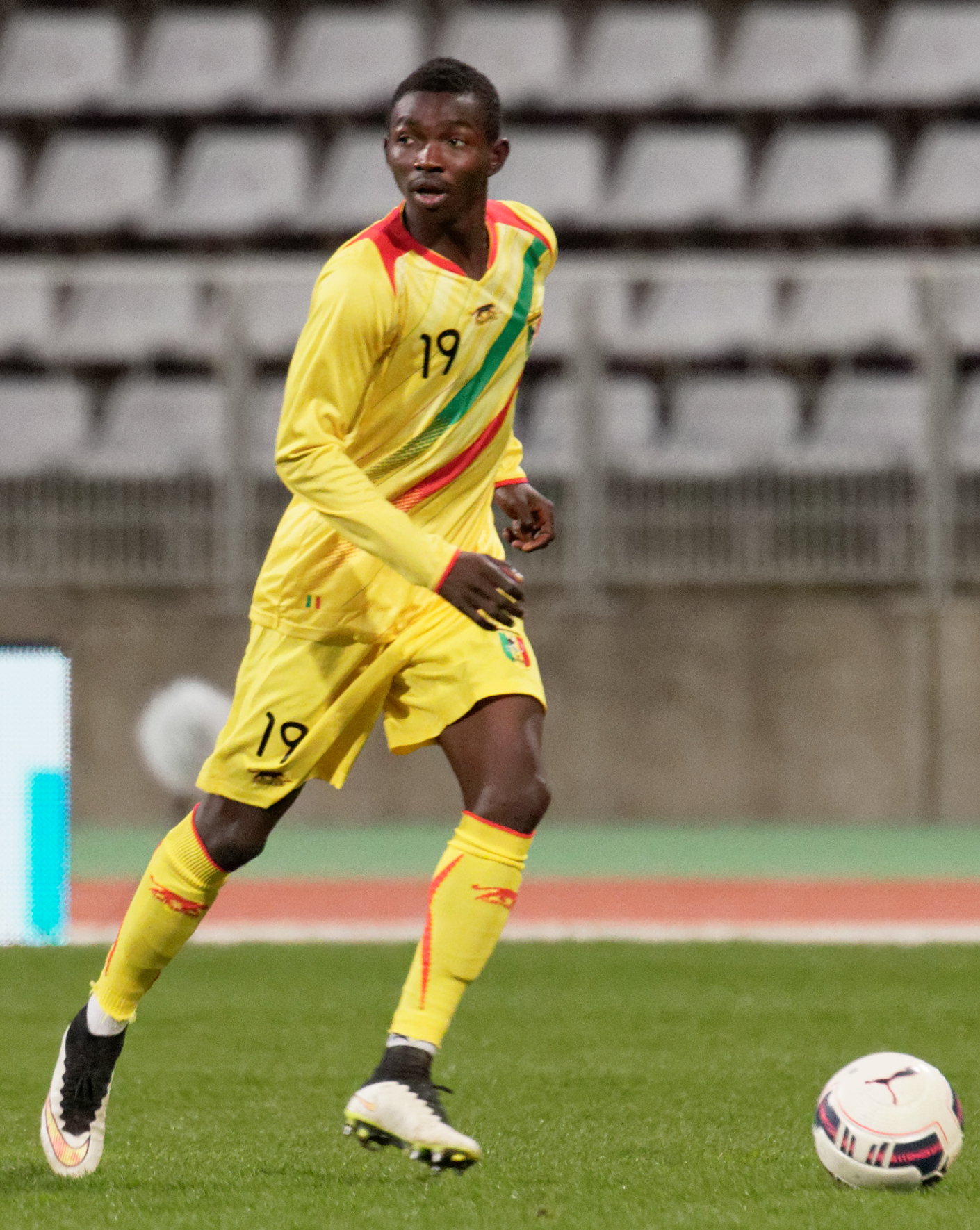
Траоре в составе сборной Мали

Траоре начал карьеру на родине в клубе «АС Бакариджан», но очень скоро был замечен скаутами «Лилля» и переехал во Францию. Для получения игровой практики он был отдан в бельгийский «Мускрон-Перювельз». 20 апреля 2014 года в матче против «Вестерло» Траоре дебютировал во втором дивизионе Бельгии. Летом того же года Траоре вернулся в «Лилль». 24 сентября в матче против «Ниццы» дебютировал в Лиге 1. 7 января 2015 года в поединке против «Эвиана» забил свой первый гол за «Лилль».
Летом того же года Траоре перешёл в «Монако». Сумма трансфера составила 14 млн евро. 4 августа в отборочном матче Лиги чемпионом против швейцарского «Янг Бойз» дебютировал, заменив во втором тайме Марио Пашалича. 22 августа в поединке против «Тулузы» дебютировал за «Монако» в чемпионате. 10 сентября 2016 года в матче против своего бывшего клуба «Лилля» забил свой первый гол за клуб.
В начале 2017 года для получения игровой практики Траоре на правах аренды перешёл в португальский «Риу Аве». 12 марта в матче против «Морейренсе» дебютировал в Сангриш лиге. 2 апреля в поединке против «Боавишты» забил свой первый гол за «Риу Аве». По окончании аренды летом вернулся в «Монако».
1 сентября 2022 года Траоре по свободному трансферу перешёл в английский клуб «Халл Сити», подписав двухлетний контракт.

## Карьера в сборной
В 2013 году в составе молодёжной сборной Мали принял участие в молодёжном чемпионате мира в Турции. На турнире он сыграл в матче против команды Мексики.
В начале 2014 года попал в заявку на участие в чемпионате африканских наций. 11 января в матче против сборной Нигерии дебютировал за сборную Мали. В этом же поединке Адама забил свой первый гол за национальную команду. Траоре также сыграл в матчах против ЮАР, Мозамбика и Зимбабве.
В 2015 году помог молодёжной сборной завоевать бронзовые медали молодёжного чемпионата мира в Новой Зеландии. На турнире он сыграл в матчах против команд Мексики, Уругвая, Ганы, Германии, Сенегала и дважды Сербии. В поединках против мексиканцев, уругвайцев и сенегальцев Траоре забил четыре гола. По итогам чемпионата был признан лучшим футболистом турнира.
Летом 2019 года был вызван в состав национальной сборной на Кубке африканских наций в Египте. В первом матче против Мавритании он забил гол на 55-й минуте, а команда победила 4:1.

### Голы за сборную Мали
| # | Дата            | Место                  | Противник | Счёт | Результат | Соревнование                               |
| - | --------------- | ---------------------- | --------- | ---- | --------- | ------------------------------------------ |
| 1 | 4 сентября 2016 | 26 марта, Бамако, Мали | Бенин     | 4:1  | 5:2       | Кубок африканских наций 2017, квалификация |

## Достижения
Международные
 Мали (до 20)
- Молодёжный чемпионат мира — 2015

Индивидуальные
- Лучший игрок молодёжного чемпионата мира — 2015